# 好仁村
好仁村（日语：／ Kōni mura */?）是日本統治下的樺太廳的已不存在的一村。
名稱來自於「宗仁村」與「南名好村」各取一字。「宗仁」來自於阿伊努語的「so-un-i」（有瀑布的地方/有平坦岩石的地方）。